# Boonzakmolen
De Boonzakmolen is een windmolenrestant in de tot de Oost-Vlaamse gemeente Wortegem-Petegem behorende plaats Wortegem, gelegen aan de Wortegemstraat 22a.
Deze ronde stenen molen van het type beltmolen fungeerde als oliemolen en korenmolen.

## Geschiedenis
De eerste molen op deze plaats behoorde toe aan de Sint-Pietersabdij te Gent. Vanaf 1410 werd hij verpacht.
In 1785 werd in opdracht van Pieter de Taevernier, toenmalig burgemeester van Wortegem, een ronde stenen molen op deze plaats gebouwd. Deze had een grote rompdiameter en zou later nog zijn opgemetseld.
In 1904 werd een stoommachine geïnstalleerd, maar ook de windkracht werd nog benut. Kort na 1935 werden de roeden verdekkerd.
In 1946 brak een wiek. In 1947 werd het draaiende binnenwerk verwijderd en de romp raakte in verval. In 1992 werd hij gerenoveerd tot een woning van vijf verdiepingen. Daarna is de molen nog ingericht als meubelzaak en uiteindelijk werd het een vakantiewoning.
Opvallend is de brede betonplaat die op de romp werd aangebracht om deze tegen regen te beschermen.